# カーポ・ドルランド
カーポ・ドルランド（イタリア語: Capo d'Orlando, シチリア語: Capu d'Orlannu）は、イタリア共和国シチリア州メッシーナ県にある、人口約1万3000人の基礎自治体（コムーネ）。

## 地理

### 位置・広がり
メッシーナ県のコムーネ。県都メッシーナから西へ71kmの距離にある。

#### 隣接コムーネ
隣接するコムーネは以下の通り。
- カプリ・レオーネ
- ミルト
- ナーゾ
- トッレノーヴァ

## 姉妹都市
- フリーマントル、オーストラリア 1982年